# Муратовка (Ульяновская область)
Муратовка (тат. Морат) — село в Павловском районе Ульяновской области.
Входит в состав Баклушинского сельского поселения (ранее Баклушинский сельсовет).

## География
Расположено на правом берегу реки Елань-Кадада в 17 км к западу от районного центра Павловка, высота над уровнем моря 262 м.
Ближайшие населённые пункты: Баклуши на противоположном берегу реки и Плетьма в 3,5 км к юго-западу, ниже по реке. 

## История
В 1705 году Муратовка основана пришлыми служилыми татарами .
В 1862 году деревня Муратовка, по тракту из с. Донгуса в г. Хвалынск, входила в состав Вольского уезда Саратовской губернии .
В ВОВ 44 односельчанина, отдали жизнь за свободу и независимость нашей Родины.

## Население
| 2010 |
| ---- |
| 680  |

В 1862 году в деревне жило 171 человек.
Жители преимущественно татары (99 %) (2002).

## Инфраструктура
В селе имеются школа, библиотека, клуб, отделение связи, магазин.

## Религия
В селе две мечети

## Достопримечательности
- Памятник-обелиск (1971)[5]
- Между сёлами Баклуши и Муратовка в 1970 году был открыт Обелиск, в честь героического подвига Советского лётчика Николая Фёдоровича Шутова, совершённого в 1942 г.[7].